# Euphyia prionota
Euphyia prionota är en fjärilsart som beskrevs av Edward Meyrick 1883. Euphyia prionota ingår i släktet Euphyia och familjen mätare. Inga underarter finns listade i Catalogue of Life.